# Bengt Palm
Carl Bengt Emanuel Palm, född 4 mars 1917 i Oscars församling i Stockholm, död 7 januari 1970 i Kungsholms församling i Stockholm, var en svensk filmregissör, skådespelare och filmklippare. 
Bengt Palm är begravd på Skogskyrkogården i Stockholm.

## Filmografi

### Regi i urval
- 1965 – Åsa-Nisse slår till
- 1955 – Janne Vängman och den stora kometen
- 1954 – Kristallen den fina
- 1947 – Nattvaktens hustru
- 1947 – Bruden kom genom taket
- 1945 – Jagad

### Filmmanus
- 1965 – Åsa-Nisse slår till
- 1946 – Ostkustfiskare

## Teater

### Roller
| År   | Roll   | Produktion                        | Regi        | Teater                        |
| ---- | ------ | --------------------------------- | ----------- | ----------------------------- |
| 1938 |        | Revolution i kåksta'n Ernst Berge | Sigge Fürst | Vanadislundens teater         |
| 1940 |        | Café Glada Änkan Ernst Berge      | Sigge Fürst | Vanadislundens friluftsteater |
| 1941 | Kusken | Solvallakungen Ernst Berge        | Sigge Fürst | Vanadislundens friluftsteater |